# Amelonado
L'amelonado (Theobroma cacao L. forma groupe amelonado) est une des dix variétés de cacaoyers (Theobroma cacao) considérées par l'étude morpho-géographique et génétique de Motomayor de 2008 comme constituant la « base » phylogénétique des essences de cacao.

## Description
Le terme « amelonado » est un terme espagnol signifiant « qui a la forme d'un melon ». Cette étymologie s'explique des premières études morphologiques sur les cacaoyers, décrivant les amelonados d'après la forme des cabosses, rondes comme un melon et violettes.
L'amelonado est un type de Theobroma cacao,. Il est une des dix variétés « fondamentales » de cacaoyers selon l'étude de Motomayor et al. en 2008, étude tendant à devenir le nouveau standard dans la classification des cacaoyers après le traditionnel triptyque criollo, forastero, trinitario. Il était précédemment considéré comme une sous-espèce de forastero, tout comme le cundeamor et le calabacillo. Il était quant à lui considéré comme une des sources du trinitario, s'étant hybridé naturellement avec le criollo.
Les graines de cacao, une fois arrivées à maturation et raffinées, possèdent un puissant goût « terreux », c'est-à-dire que les réactions de Maillard lui apportent des parfums de noisette, praline, caramel, café, ou encore des arômes boisés et de l'amertume.

## Production
Contrairement à la majorité des « anciens » forasteros, originaires du bassin amazonien, l'amelonado est vraisemblablement originaire du bassin de l'Orénoque et, ou des bassins voisins des Guyanes. Il a beaucoup été employé en Afrique, où il arrive en 1822 à Principe, puis gagne le Ghana. On en retrouve jusqu'au Fidji.
Jusque dans les années 1950, l'amelonado est très largement cultivé. Toutefois, peu de plants génétiquement purs demeurent, généralement contaminés par des hybridations.